# Belvoir
Belvoir é uma comuna francesa na região administrativa de Borgonha-Franco-Condado, no departamento de Doubs. Estende-se por uma área de 9,31 km². Em 2010 a comuna tinha 106 habitantes (densidade: 11,4 hab./km²).